# Томас Енерот
Томас Енерот (швед. Tomas Eneroth; 4 грудня 1966, Векше) — шведський політик, член Соціал-демократичної партії, міністр інфраструктури Швеції з 2017 року.

## Біографія
У 1988—1993 роках вивчав соціологію та політологію в Університеті Векше. Розпочав політичну діяльність у Шведській соціал-демократичній робітничій партії. У 1991—1994 роках був радником у адміністративному регіоні Крунуберг. У 1994 році був вперше обраний в Риксдаг. Він успішно переобирався на п'ять наступних термінів у 1998, 2002, 2006, 2010 та 2014 роках. Наприкінці 1990-х років був державним секретарем у Міністерстві освіти. У 2014—2017 роках очолював фракцію депутатів його партії.
З 2010 по 2014 рік працював заступником керівника Комітету з соціального страхування. Раніше був керівником цього ж комітету, а також лідером Комітету з промисловості та торгівлі.
27 липня 2017 року отримав посаду міністр інфраструктури Швеції у кабінеті Стефана Левена.